# José Joaquim da Rocha (capitão)
José Joaquim da Rocha (Mariana, 19 de outubro de 1777 – 16 de julho de 1848) foi um capitão-mor brasileiro, deputado brasileiro às Cortes de Lisboa pela Província de Minas Gerais e atuou em diversos níveis da política durante o Brasil Colônia e Imperial, fazendo parte da transição de independência e criação da nação brasileira.

## Infância e adolescência
Nascido na cidade de Mariana, antiga capital da Província de Minas Gerais, José Joaquim da Rocha começou os seus estudos de latim sob tutela do Padre Pascoal Bernardino de Matos, que também foi responsável pela educação dos marqueses Queluz, Barbacena e Sabará, além dos conselheiros Lúcio Soares Teixeira de Gouveia e Francisco de Paula Pereira Duarte.
No ano de 1798, ele se casa e por isso não consegue ingressar na Faculdade de Direito da Coimbra, em Portugal. Porém, ele trabalhou em em vários cargos no governo, como oficial de justiça, já que era única função pública que existia em Mariana.
Devido ao bom relacionamento com o reverendo bispo que então regia a diocese de Mariana, do capitão-geral e de outros funcionários públicos da capital, Rocha foi nomeado como chefe do regimento de milícias da cidade e capitão de ordenanças. 

## Contexto Histórico do Brasil

### Brasil Colônia
O Brasil Colônia é período que corresponde entre a chegada do portugueses nas terras nacionais, no início do século XVI, até o processo de independência, que aconteceu em 1822.
Embora tenha sido um domínio de mais de 300 anos, a conjuntura pode ser dividida em dois momentos: o Brasil Pré-Colonial, que foi de 1500 até 1530, quando a exploração do território era limitada a expedições para coleta e transporte de pau-brasil, madeira nobre e que era vendida para a Europa.
Nesse período a costa foi também explorada por holandeses, ingleses e, principalmente, franceses.
Apesar de não serem signatários do Tratado de Tordesilhas, um acordo entre Portugal e Espanha que dividiu em 1494 as terras recém-descobertas, essas nações enviavam ao Brasil missões para extrair madeira.

### Período Pré-Independência
O período antes da Independência do Brasil em relação a Portugal começou alguns anos antes, principalmente por causa do da expansão imperialista da França, que era controlada por Napoleão Bonaparte. Coroado em 1804, o líder político avançou em diversas direções contra os países que mostravam poder econômica que poderiam prejudicar a nação europeia. Na tentativa de limitar o poder da Inglaterra, que era controlada pelo Rei Jorge III e que tinha grande influência sobre a Família Real Portuguesa, Bonaparte criou o Bloqueio Continental.,isto é, toda nação que tivesse relações comerciais com a Inglaterra dali em diante seria considerada inimiga, sob pena de ataque do seu exército. A França e a Inglaterra rivalizavam na disputa pelos mesmos mercados, logo foi a solução encontrada por Napoleão para o problema.
Com a chegada da Família Real Portuguesa ao Brasil em 1808, José Joaquim da Rocha viajou até o Rio de Janeiro, centro comercial e político na época, na tentativa de encontrar algum emprego que estivesse a par de seus conhecimentos. Embora não fosse formado em direito, ele iniciou na área da advocacia. Era tido como um dos mais hábeis advogados de seu tempo, tanto no cível como no eclesiástico, o seu ministério foi sempre prestado gratuitamente aos homens do foro, aos pobres, e às viúvas desvalidas; e aos ricos mesmo só exigia o pagamento de seu trabalho antes pelo valor da causa do que pelo valor do mesmo trabalho.

### Brasil Império
Em 1821, quando se proclamou no Rio de Janeiro a Constituição de Portugal, o capitão-mor Rocha aderiu a ela como o meio mais seguro de manter-se a união das províncias do Brasil, que por vezes tinham dado mostras de quererem-se separar uma das outras.
Nas primeiras reuniões para a escolha dos eleitores que deviam nomear os deputados às Cortes Constituintes de Portugal foi ele sempre contemplado; já para compromissário paroquial, já para eleitor de comarca, e já para eleitor de província; a província de Minas o elegeu deputado suplente às Cortes de Portugal.
Depois de ser uma colônia de Portugal por mais 300 anos, o Brasil virou um Império em 22 de abril de 1822, quando o país proclamou a sua independência.

## Chegada Família Real Portuguesa no Brasil
Em 1808, quando a família real portuguesa chegou ao Rio de Janeiro, José Joaquim da Rocha se mudou para a cidade e foi procurar algum emprego que estivesse a par de seus conhecimentos; já que não possuía o bacharel em Direito.
Embora sem diploma, ele se estabeleceu em uma banca de advocacia. Era atuava nas áreas civil, prestando assessoria gratuita para políticos, população carente e também viúvas.  Para os setores mais ricos da sociedade, ele exigia o pagamento de seu trabalho antes pelo valor da causa do que pelo valor do mesmo trabalho.

## Capitão-Mor
O termo foi usado para definir cada um dos oficiais militares responsáveis pelo comando das tropas de Ordenança em cada cidade, vila ou concelho de Portugal que o país comandava entre os séculos XVI e XIX.
A designação foi também aplicada a outras funções militares e administrativas na Marinha e no Ultramar Português. Durante o período colonial no Brasil, a Corte Portuguesa emitiu uma série de condecorações para aqueles que chegaram e participaram da organização estatal.
José Joaquim da Rocha recebeu o prêmio em 1825 após os serviços prestados para o governo português no Brasil.

## Ordem Imperial do Cruzeiro
A honraria foi criada no final de 1822 pelo Imperador Dom Pedro I como uma forma de homenagear pessoas importantes que participaram do governo brasileiro. A Ordem vigorou até o fim do regime político, sendo extinguida com a Proclamação da República.
O seu modelo foi idealizado em comparação com o modelo francês, mas seu nome e suas características basearam-se na "posição geográfica desta vasta e rica região da América Austral, que forma o Império do Brasil, onde se acha a grande constelação do Cruzeiro do Sul, e igual, em memória do nome, que sempre teve este Império, desde o seu descobrimento, de Terra de Santa Cruz."